# Can Castelló
Can Castelló és una masia del barri de Sant Gervasi-Galvany de Barcelona, catalogada com a bé amb elements d'interès (categoria C). Actualment, és de propietat municipal i allotja un centre cívic i residència d'avis.

## Història

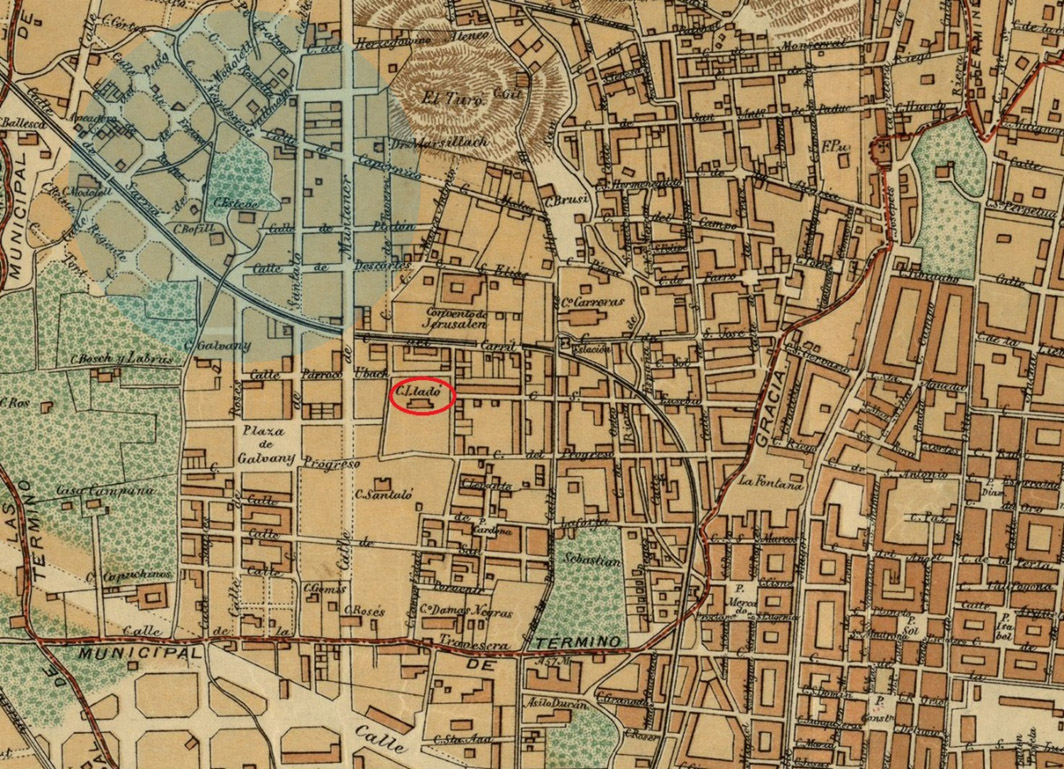
Plànol del 1890, on es pot llegir «C. Esteve»

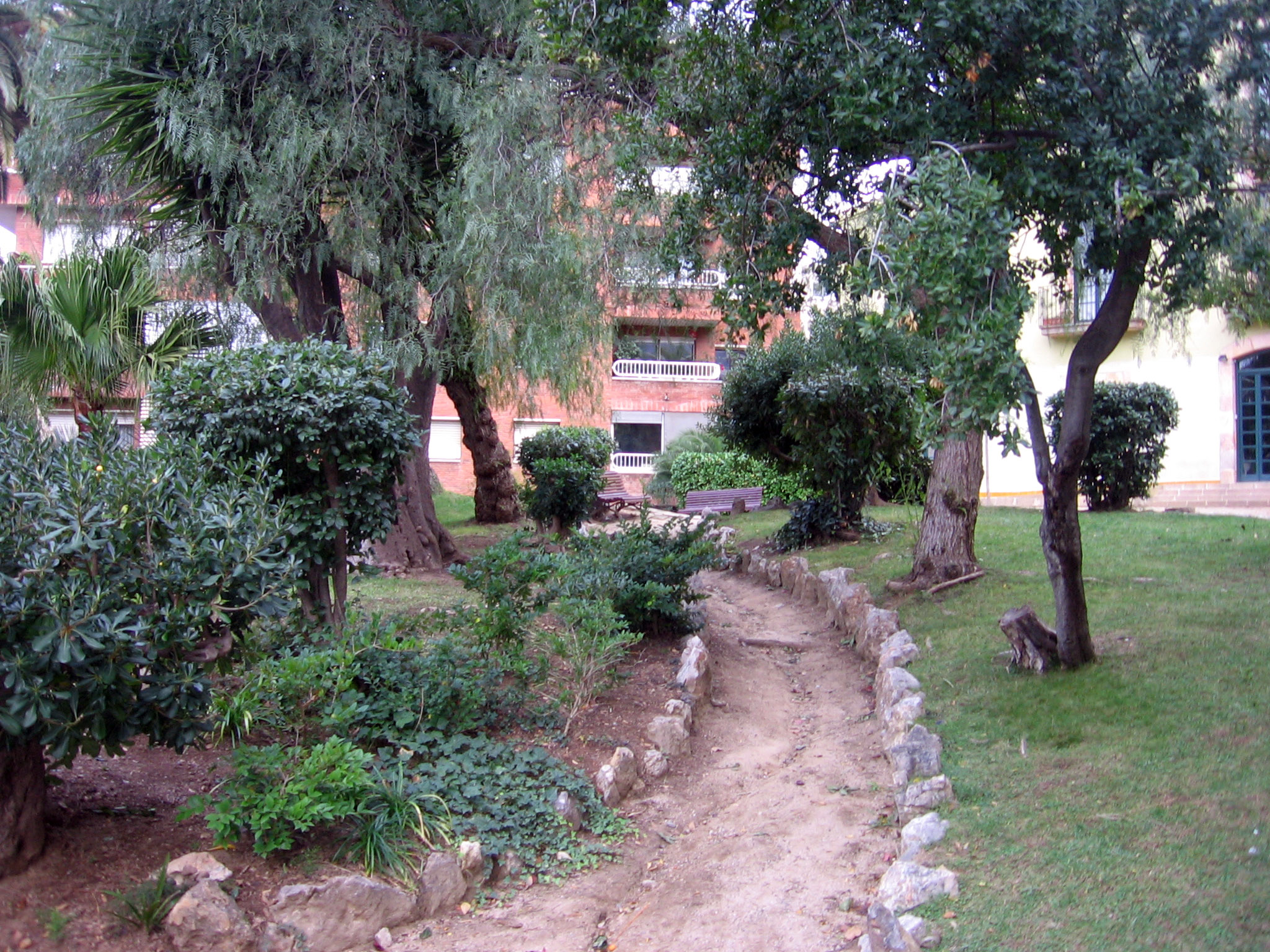
Jardins de Can Castelló

Al segle xix era propietat de Marià Esteve i Morató i es deia Ca n'Esteve, i el 1871 va ser adquirida per l'hisendat Josep Castelló-Galvany i Quadras (1829-1880), juntament amb vuit mujades de terra. El 1876, conjuntament amb Nicolaua Tavern i Francesc Vilarós, va promoure la urbanització, entre d'altres, dels carrers de Tavern, Muntaner i Santaló i de la plaça d'Adrià.
El seu fill Joaquim Castelló i Elias va promoure la urbanització del carrer i la plaça de Castelló, aprovada el 1910, enllaçant així amb el projecte del 1876. A finals de segle, va encarregar la reforma de la masia a l'arquitecte Guillem Busquets i Vautravers, que hi va afegir elements decoratius com vidrieres de colors, enteixinats, mosaics hidràulics, parquet, etc.
El Pla Comarcal del 1953 qualificava els terrenys que l'envoltaven com a zona verda, però l'afany especulador de l'època porciolista va fer que una modificació posterior els requalifiqués com a edificables. Davant d'això, entre 1975 i 1976, l'Associació de Veïns de Sant Gervasi va començar a reivindicar de manera decidida el parc i l'ateneu popular. El 1978, l'Ajuntament de Barcelona va aprovar un estudi de detall pel qual el propietari Joaquim Castelló de Marimon cedia la masia i els jardins a canvi d'una edificabilitat més elevada a la resta del terreny, la qual cosa es va traduir en uns blocs de pisos de més alçada que la prevista inicialment. El recurs contenciós administratiu interposat pels veïns no es va resoldre fins als anys 1990 i, tot i que el Tribunal Suprem en va autoritzar l'enderrocament de les plantes més elevades, l'Ajuntament hi va renunciar.
El 1981, la masia i els jardins van passar a ser propietat municipal, i el 1990 hi va començar a funcionar una residència geriàtrica i un casal de gent gran. Obres posteriors de rehabilitació van permetre l'adaptació d'una part de les dependències com a centre cívic, que es va inaugurar l'any 2008.

## Descripció
És una masia de tipus basilical, amb una gran façana de tres cossos, de planta baixa i dos pisos. El portal és d'arc rebaixat i té cinc balcons i quatre finestrals rectangulars i quatre, més grans d'arc rebaixat. La teulada és a quatre vessants. La part posterior es compon d'una llarga galeria corredissa amb molts finestrals.
L'interior té la distribució típica de la masia catalana: el menjador al centre i, al voltant, les habitacions i la galeria. A la planta baixa s'ha conservat la cotxera, la capella amb una petita sagristia i la volta catalana decorada amb frescos, en què hi havia representades unes heures i la casa dels masovers.
La masia està envoltada per un jardí d'estil romàntic, amb camins i parterres de formes corbes, marcats amb incrustacions de còdols. Van ser oberts al públic el 1989, després d'una restauració que va realitzar Antoni Falcon. El terreny està delimitat per un alt mur provinent de l'antiga finca, i l'accés es produeix a través d'una reixa d'entrada. La vegetació és exuberant, amb arbres de gran grandària a causa de la seva edat, entre els quals destaquen les palmeres i els castanyers d'Índies. Entre les espècies presents es troben: la palmera de Canàries (Phoenix canariensis), la mandioca (Yucca elephantipes), el castanyer bord (Aesculus hippocastanum), el fals pebrer (Schinus molle), la tuia (Thuja orientalis), la palmera datilera (Phoenix dactylifera), la nolina (Nolina beldingii), el pitòspor (Pittosporum tobira), el baladre (Nerium oleander), el llorer (Laurus nobilis) i el marfull (Viburnum tinus).